# Биттер, Фрэнсис
Фрэнсис Биттер (англ. Francis Bitter, 22 июля 1902, Уихокен — 26 июля 1967) — американский физик, член Американской академии искусств и науки.

## Биография
Биттер родился в Уихокене (штат Нью-Джерси). В 1924 году окончил Колумбийский университет. В 1930-1934 годах работал в фирме Westinghouse Electric, с 1934 годах — в Массачусетском технологическом институте (с 1951 года — профессор).
Именем Биттера названа Национальная магнитная лаборатория в Кембридже (штат Массачусетс).

## Научная деятельность
Основные работы посвящены исследованию магнетизма. В 1931 году впервые экспериментально наблюдал доменную структуру ферромагнетика при помощи метода порошковых фигур, разработанного им. Биттер внёс вклад в создание мощных магнитов, в частности в 1939 году построил соленоид, создающий стационарное магнитное поле с напряженностью до 80000 эрстед (≈ 6,37 МА/м). В 1936 году ему впервые удалось эффективно использовать в магните ферромагнитный концентратор магнитного потока, сконструировать катушку с высокой удельной мощностью, создать непрерывно действующий электромагнит постоянного тока, позволивший достичь магнитной индукции в 10 Т (Магнит Биттера). В 1936-1937 годах учёный исследовал распределение магнитного поля в катушках с железными экранами. В 1938 году им была разработана теория молекулярного поля для антиферромагнетиков. В 1940 году обнаружил метамагнетизм. Совместно с Ж. Бросселем в 1952 году Биттер разработал метод двойного радиооптического резонанса.

## Публикации
- Ф. Биттер. Сверхсильные магнитные поля. // УФН, Т. 88, № 4, С. 735—749 (1966).